# Xavier Dupré i Raventós
Xavier Dupré i Raventós (Barcelona, 1 de julio de 1956-Roma, 20 de abril de 2006) fue un arqueólogo e historiador español de la Antigüedad clásica. Es conocido por su papel como promotor del Taller–Escuela de Arqueología de Tarragona (TED’A) y director de las excavaciones de la ciudad romana de Tusculum (Lacio, Italia). Fue el primer arqueólogo territorial del Servei d’Arqueologia de la Generalidad de Cataluña en Tarragona y ocupó el cargo de vicedirector de la Escuela Española de Historia y Arqueología en Roma (CSIC).

## Biografía

### Formación
Xavier Dupré se interesó por la arqueología siendo muy joven. Mientras estudiaba en el Instituto Joanot Martorell de Barcelona participó en las excavaciones que Eduardo Ripoll Perelló dirigía en Ampurias. Posteriormente estudió Prehistoria, Historia Antigua y Arqueología en la Universidad de Barcelona, donde se licenció en 1979. Al año siguiente sé mudó a Roma gracias a la beca que la Comisión Mixta Hispano-Italiana le concedió para estudair en la Universidad de Roma La Sapienza. El año 1981 acabó su tesis de licenciatura sobre las terracotas arquitectónicas del santuario de Juno en Gabii (Lacio, Italia), que fue dirigida por Miquel Tarradell.

### Etapa en Tarragona
A finales del año 1981, Dupré llegó a Tarragona tras ganar la plaza de arqueólogo territorial del Servicio de Arqueología del Departamento de Cultura, creado un año antes por la Generalidad de Cataluña. Desde la ciudad impulsó diversos proyectos de investigación y de recuperación del patrimonio arqueológico de Tarraco, la antigua capital romana de la Tarraconensis, entre los cuales destacan los trabajos hechos en el circo y el foro provincial de Tarraco.
En diciembre del año 1986 asumió la dirección del Taller-Escuela de Arqueología (TED’A), gestionado por el Ayuntamiento de Tarragona, gobernado en ese momento por el alcalde e historiador Josep Maria Recasens, dentro del Programa de Escuelas Talleres y Casas de Oficios que impulsaba el Ministerio de Trabajo y el Fondo Social Europeo. Durante su breve existencia se consiguió situar a Tarragona como punto de referencia de la arqueología urbana de Cataluña y España.
Desde el TED’A se trabajó con tres objetivos principales. El primero fue el de formar a especialistas que pudieran actuar sobre el patrimonio arqueológico de Tarragona desde el punto de vista práctico mientras se encontraban en formación. El segundo objetivo fue la realización de la excavación arqueológica y el estudio de la cabecera del circo y del anfiteatro romano para facilitar su conservación y restauración. El tercero fue el de animar a los tarraconenses a participar en el mundo arqueológico por medio de la difusión social y académica, un hecho que hiciera de Tarragona un referente en la arqueología.

### Etapa en Roma y Tusculum
Tras el final del TED’A, Xavier Dupré se incorporó a la Escuela Española de Historia y Arqueología en Roma (CSIC), la institución donde permanecería hasta su muerte en el año 2006. Entre 1991 y 1992 formó parte como becario predoctoral. Pese al cambio de residencia, siguió estudiando el pasado romano de Tarraco por medio de su tesis doctoral sobre el arco romano de Berà, que finalizó en 1992 y que fue premiada con el XII Premio Josep Puig i Cadafalch del Instituto de Estudios Catalanes. En relación con Tarragona, participó activamente en la organización del XIV Congreso Internacional de Arqueología Clásica, celebrado en la ciudad en 1993 por la AIAC, la Asociación Internacional de Arqueología Clásica.
Tras finalizar su tesis doctoral, Dupré siguió en el EEHAR como becario postdoctoral y científico titular hasta 1995, cuando fue nombrado vicedirector de la institución. Su trabajo desde la Escuela estuvo centrado en la investigación y difusión científica de la antigua ciudad de Tusculum en el Lacio. Allí se desarrollaron importantes campañas de excavación arqueológica en sectores como el teatro, las murallas o el foro. Las excavaciones de Tusculum, que Dupré dirigía, contaron con la participación de diversas instituciones españolas e italianas, convirtiendo el yacimiento en un punto de intercambio científico de referencia Con el objetivo de difundir los resultados de las excavaciones en Tusculum, Dupré se encargó de publicar los informes de los trabajos realizados en cada campaña dentro de la Serie Arqueológica de la EEHAR, así como crear una serie monográfica sobre la ciudad del Lacio dentro de la Bibliotheca Italica de la misma EEHAR. Sin embargo, el 20 de abril de 2006, Xavier Dupré falleció en Roma tras una larga enfermedad. Un año después de su muerte, sus cenizas fueron esparcidas en el teatro romano de Tusculum. Tras él, Dupré dejaba una producción científica numerosa y un modelo arqueológico de referencia tanto en Tarraco como en Tusculum

## Legado y homenajes

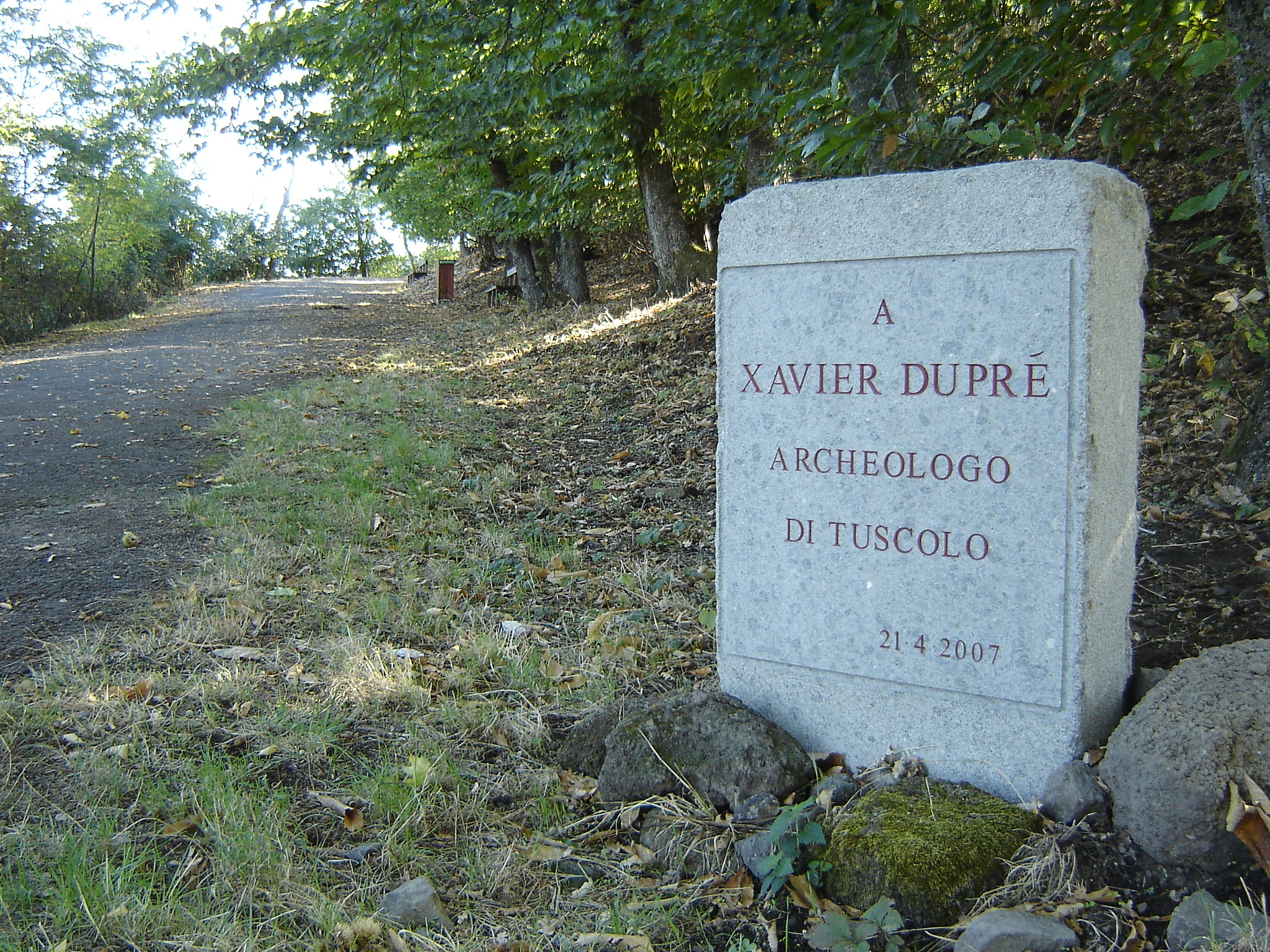
Lápida dedicada a Xavier Dupré en el camino hacia Tusculum

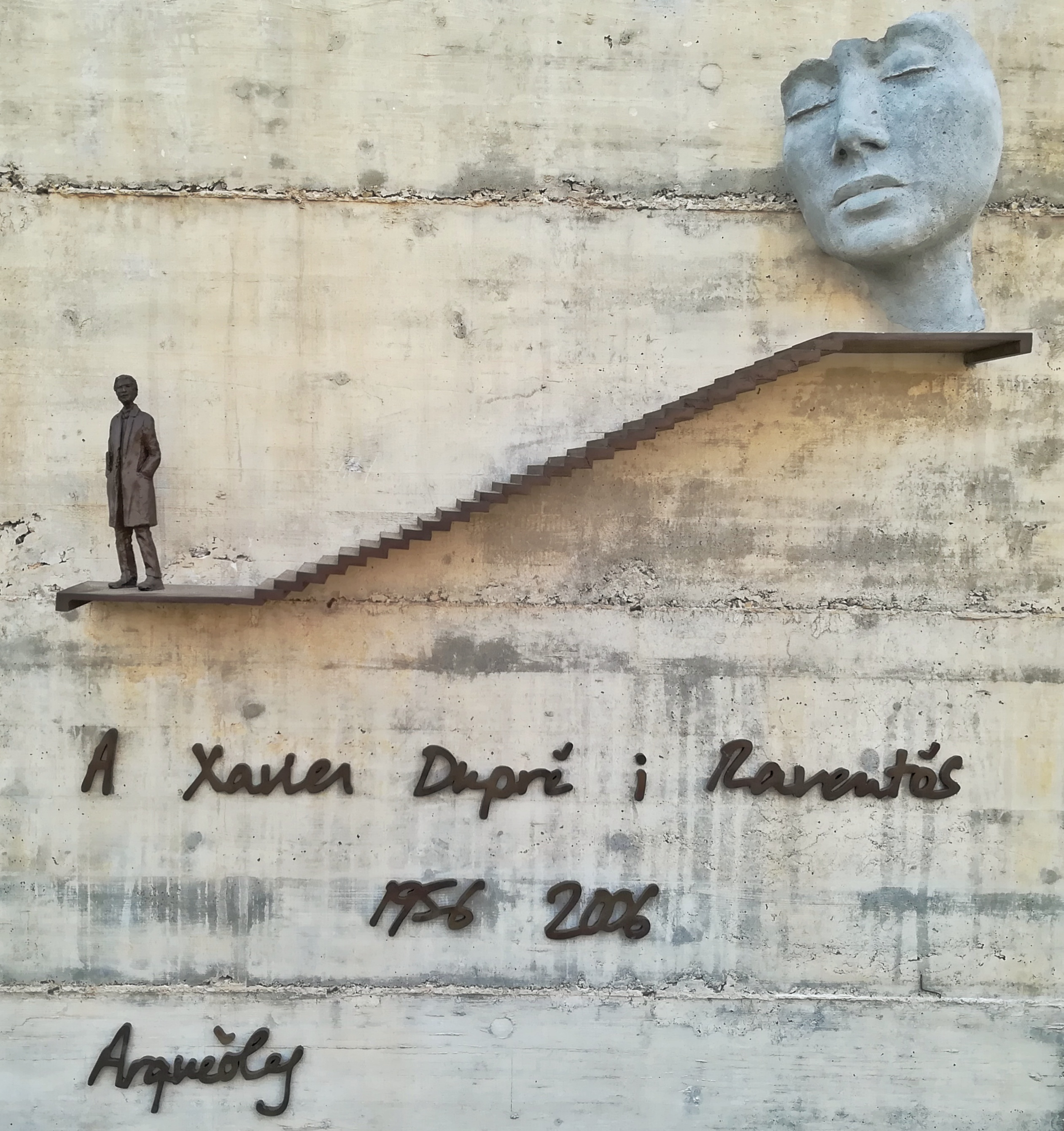
Monumento a Xavier Dupré i Raventós, en la arena del circo de Tarraco, obra de Beátrice Bizot

La muerte de Dupré conmovió al mundo de la arqueología clásica y a las diversas instituciones académicas y científicas de las que era miembro: el Comité Internacional de Gestión del Patrimonio Arqueológico del ICOMOS, el Instituto Arqueológico Alemán o la Real Academia de la Historia, entre otras. 
Tras su muerte se organizaron en su memoria diversos homenajes desde las instituciones donde trabajó: el Instituto de Estudios Catalanes, el Consejo Superior de Investigaciones Científicas, o su Escuela Española. La Universidad de Roma La Sapienza bautizó una Jornada de estudios arqueológicos en su nombre. También recibió homenajes desde los dos yacimientos más importantes donde colaboró durante su vida, Tarraco y Tusculum. En este último se le dedicó un monumento en su memoria y en Tarragona se le concedió el Diploma al Mérito Cultural de la ciudad, así como dedicarle el III Congreso Internacional de Arqueología y Mundo Antiguo de 2016. Finalmente, en 2018 se inauguró en su honor una escultura de la artista italiana Beátrice Bizot, en la arena del circo de Tarraco, uno de los yacimientos de más relevancia donde había trabajado durante su vida. Se le dedicó también el parque arqueológico situado entre la calle de Francesc Bastos y la avenida del Cardenal Vidal y Barraquer.
En el año 2008, el Ayuntamiento de Tarragona acuerda dar el nombre de Xavier Dupré i Raventós a un espacio público de la ciudad y en el año 2012 se le concede a título póstumo el “Diploma al Mérito Cultural” de la ciudad de Tarragona. En el año 2016, se celebra en Tarragona el 3er. Congreso Internacional de Arqueología y mundo antiguo: La gloria del Circo. Carreras de carros y competiciones circenses, dedicado a la memoria de Xavier Dupré. El 14 de junio de 2018 se inaugura en la arena del Circo Romano de Tarragona, una escultura de Béatrice Bizot inspirada en el trabajo llevado a cabo por Dupré durante los tres años de trabajos realizados por el Taller Escuela De Arqueología.

## Obras destacadas
Dupré publicó cerca de ciento cuarenta artículos en revistas especializadas y colaboró en unos sesenta trabajos colectivos. 
- Descripció, anàlisi i estudi comparatiu de l'Arc de Berà (Roda de Berà, Tarragonès) (en catalán). Barcelona: Publicacions Universitat de Barcelona, 1993. ISBN 8447502597.[19]

- X. Dupré, M. J. Massó, M. Ll. Palanques, P. Verduchi, El Circ Romà de Tarragona, I. Les Voltes de Sant Ermenegild, Excavacions Arqueològiques a Catalunya 8, Barcelona 1988.ISBN 9788439308751
- X. Dupré, X. Aquilué, P. Mateos, J. Nuñez, J. A. Santos, Excavaciones arqueológicas en Tusculum. Informe de la campaña de 1996, Serie Arqueológica 3, Escuela Española de Historia y Arqueología en Roma-CSIC, Roma 1998. ISBN 84-00-07729-6
- X. Dupré, (ed.), Las capitales provinciales de Hispania, vol. 1. Córdoba-Colonia Patricia Córduba; vol. 2. Mérida-Colonia Augusta Emerita; vol. 3. Tarragona-Colonia Iulia Urbs Triumphalis Tarraco, L’Erma di Brestchneider, Roma 2004. ISBN 9788882652715